# Драгутин (име)
Драгутин је име мушког рода.
Они који га носе укључују:
- Драгутин Бабић
- Драгутин Вабец
- Драгутин Врђука
- Драгутин Гавриловић
- Драгутин Горјановић-Крамбергер
- Драгутин Гостушки
- Драгутин Димитријевић Апис
- Драгутин Зеленовић
- Стефан Драгутин
- Драгутин Тадијановић
- Драгутин Томашевић
- Драгутин Топић
- Драгутин Фридрих
- Драгутин Чермак
- Драгутин Шурбек